# Rhynchium oculatum
Rhynchium oculatum (лат.) — вид одиночных ос из семейства Vespidae. В пустынях эмирата Дубая (Dubai Desert Conservation Reserve, ОАЭ) отмечены на цветках Содомского яблока (Calotropis procera, Asclepiadoideae). Вид был впервые описан в 1781 году датским энтомологом Иоганном Христианом Фабрицием.